# Berinartindur
Berinartindur är ett berg på Vágar i Färöarna. Det ligger i sýslan Vága sýsla, i den nordvästra delen av landet, 30 km väster om huvudstaden Tórshavn. Berinartindur ligger 524 meter över havet.